# Последствия современности
«Последствия современности» (англ. The Consequences of Modernity) — вышедшая в 1990 году книга автора Энтони Гидденса, предлагающая новую и провокационную интерпретацию институциональных преобразований, связанных с современностью.
Автор задает следующий вопрос: «Что такое современность?» и отвечает сам себе: «При первом приближении просто скажем следующее: „современность“ относится к формам социальной жизни или организации, возникшим в Европе в семнадцатом веке и в дальнейшем оказывающим влияние в большей или меньшей степени по всему миру».

## Об авторе
Энтони Гидденс родился 18 января 1938 года в Лондоне (Англия), британский политический советник и педагог. Он преподавал в качестве социолога и социального теоретика, читал лекции в университетах Европы, Северной Америки и Австралии, прежде чем участвовал в основании научного издательства «Полити Пресс» в 1985 году. В 1997 году он стал директором Лондонской школы экономики и политических наук (LSE). Эту должность он занимал до 2003 года; был впоследствии почетным профессором. Являясь влиятельным советником премьер-министра Великобритании Тони Блэра, развивал концепцию «третьего пути» — политической программы, которая не ограничивалась традиционной лево-правовой политической дихотомией, которая рассматривалась как подкрепляющая лейбористское правительство Блэра. В 2004 году Гидденс стал членом Палаты лордов и получил пожизненный титул барона Гидденса из Саутгейта в лондонском районе Энфилда. Он написал множество книг, в том числе «Социология» (5-е изд., 2006), «Европа в глобальном веке» (2007) и «К вам», г-н Браун, «Как лейборист может снова победить» (2007). Одно из самых известных его произведений — «Последствия современности»

## Содержание
Мы пока не знаем, утверждает автор, что значит жить в постмодернистском мире. Отличительные характеристики наших основных социальных институтов в последние годы двадцатого века предполагают, что вместо того, чтобы вступать в эпоху постмодернизма, мы переходим к периоду «высокой современности», в котором последствия современности становятся все более радикальными и универсальными, чем раньше. Постмодернистская социальная вселенная может в конечном итоге возникнуть, но это все еще лежит на другой стороне форм социальной и культурной организации, которые в настоящее время доминируют во всемирной истории.
При разработке новой характеристики природы современности автор концентрируется на вопросах безопасности и опасности, а также доверия и риска. Современность — это обоюдоострый феномен. Развитие современных социальных институтов создало гораздо более широкие возможности для людей наслаждаться безопасным и полезным существованием, чем в любом виде досовременной системы. Но современность также имеет мрачную сторону, которая стала очень важной в нынешнем столетии, например, неуклонный характер современной промышленной работы, рост тоталитаризма, угроза разрушения окружающей среды и тревожное развитие военной мощи и вооружения.
Книга опирается на предыдущие теоретические труды Энтони Гидденса и будет представлять большой интерес для тех, кто следил за его работой на протяжении многих лет. Однако в этой книге также рассматриваются проблемы, которые автор ранее не анализировал.

## Критика
Л. Г. Бызов (кандидат экономических наук, ведущий научный сотрудник Института комплексных социальных исследований РАН) в рецензии на книгу указал на то, что Гидденс исходит в с\воей книге на реалиях сугубо XX века и посчитал главным недостатком книги то, что её автор не рассмотрел результаты своих наблюдений с точки зрения культурологии.

Книга не то что устарела, но явно написана не сегодня, акцентируя иной раз внимание на тех чертах современности, которые скорее характерны для века минувшего, чем наступившего. Та „современность“, которая по Э. Гидденсу „означает способы социальной жизни или организации, которые возникли в Европе, начиная примерно с XVII века и далее, и влияние которых в дальнейшем более или менее охватило весь мир“, уже во многом позади — мир вступает в эпоху постсовременности, если так можно выразиться, и все больше видится симптомов того, что эта фаза может стать заключительной, если и не для человечества как биологической популяции, то для нынешней цивилизации. Те черты современности, на которые указывает Гидденс как на основные, сами по себе не содержат в себе ничего предвещающего катастрофу, а из дня сегодняшнего кажутся даже немного банальными и слегка вторичными.

В своей работе, и это, вероятно, ее самый большой недостаток, он вообще старается избегать рассуждений в культурологической плоскости, которая на поверку при анализе фундаментальных противоречий современности и постсовременности, бесспорно, выходит на первое место. Современность не есть особый социально-экономический уклад, это есть состояние общества, его культуры, его ментальности, устройства основных его несущих систем. Правда Гидденс пишет, что «утрата смысла жизни оказывается важнейшей отличительной чертой психологического климата поздней современности. Происходит подавление базисных моральных и экзистенциальных компонентов человеческой жизни, которые, по сути дела, вытесняются на ее обочину». А наступление поздней современности означает «конец природы» и «конец традиции» в том смысле, что естественный мир, чем дальше, тем больше утрачивает внешний по отношению к человеку и обществу характер и из «естественного» превращается в «созданный» наукой и техникой, а традиция перестает быть главным нормативным регулятором социальной жизни.
— Бызов, 2012
Другие[какие?] критики отмечают попытку Гидденса создать универсальную социологическую теорию, которая претендует на предельный концептуальный охват. Большой уровень абстракции и масштаб рассматриваемых в работе проблем делают конкретную аналитику практически неосуществимой.